# Rabusie kontra zombie
Rabusie kontra zombie (ang. Cockneys vs Zombies) – brytyjski horror komediowy z 2012 roku w reżyserii Matthiasa Hoene'a. Wyprodukowany przez Aya Pro Company, StudioCanal i Shout! Factory.

## Opis fabuły
Bracia McGuire'owie chcą ratować przed rozbiórką dom opieki, w którym mieszka ich dziadek Ray (Alan Ford). Postanawiają napaść na bank. W tym samym czasie buldożery niszczą cmentarz, z którego powstają zombie. Młodzi ludzie muszą stawić czoło żywym trupom.

## Obsada
- Harry Treadaway jako Andy MacGuire
- Rasmus Hardiker jako Terry MacGuire
- Alan Ford jako Ray MacGuire
- Michelle Ryan jako Katy
- Georgia King jako Emma
- Ashley Bashy Thomas jako „Mental” Mickey
- Jack Doolan jako Davey Tuppence
- Tony Gardner jako Clive
- Dudley Sutton jako Eric
- Georgina Hale jako Doreen
- Tony Selby jako Daryl
- Richard Briers jako Hamish
- Honor Blackman jako Peggy